# ヘタレ姉。
『ヘタレ姉。』（ヘタレあね。）は、春夏アキトによる日本の漫画作品。『月刊コミックラッシュ』（ジャイブ）にて連載された。

## 概要
pixivで連載された後、月刊コミックラッシュに掲載された。
基本的に各話は15～19本の4コマ漫画によって構成されるが、稀にショートストーリーの回もある。各話のタイトルは「◯◯と姉。」という形式が多い。

## ストーリー
篠村真夏と衛太郎は、身長差40センチの凸凹姉弟。姉は弟頼りの「ヘタレ姉」、弟はお姉ちゃん大好きの「シスコン」。そんな姉弟ふたり暮らしのほのぼのとした日常を描く。

## 登場人物

### 主要人物
篠村 真夏（しのむら まな）
篠村家の長女。高校2年生。誕生日：８月８日（２巻１９話）。身長146cmで小学生に間違われることもあるが、メロン級と称されるほどの巨乳。身体に似合わず大食漢だが、猫舌。セロリが大の苦手。
天然な性格でドジっ娘であり、家電の扱いは苦手でよく壊しているが、両親が長期の海外出張で不在のため家事をてきぱきとこなす。手芸編み物・裁縫は超人的な腕前であるが、背の低さから高いところの掃除は苦手。
基本的に不器用なため弟の衛太郎に頼ってしまうことが度々あるが、姉としてのプライドから多少の抵抗がある様子。
衛太郎に対し無邪気にスキンシップをするため悶々とさせてしまうこともしばしばあるが、衛太郎の自分への気持ちにはまったく気付いておらず、里緒菜のことを好きだと勘違いし応援している。
篠村 衛太郎（しのむら えいたろう）
篠村家の長男。高校1年生。身長187cmで遠くからでも目立つ存在。女子生徒からも人気があり日常的に女子と絡む機会も多く、中島や竹下からの嫉妬を買っている。
姉の真夏に対しただならぬ感情を抱いている、いわゆるシスコンである。普段は真夏のことを「姉ちゃん」と呼ぶが、感情が高ぶるとつい「真夏姉」と呼んでしまう。
よく真夏を弄って遊んでいるが、想定外の反応に真夏への感情も相まってそのヘタレっぷりを露呈しつつある。
出原 日鞠（いではら　ひまり）
高校1年生。篠村姉弟の幼馴染で、衛太郎の同級生。太い眉毛と長い黒髪が特徴。貧乳なのを気にしている。鼻が敏感で嗅覚が鋭く、匂いフェチである。興奮のあまり鼻血を出すこともよくある。花粉症持ちである。
パソコンやタブレットを自在に操るデジタルおたくであり、衛太郎をデスクトップの壁紙にしている。数学が得意。
衛太郎のことが好きだが、自分に自信がないためかなかなかアプローチできずにいる。妄想癖があり、衛太郎のことが好きなあまり暴走することもあるが、毎度のごとく空回りに終わっている。
瀬良 里緒菜（せら　りおな）
高校2年生。真夏の同級生。金髪碧眼のフランス系ハーフ。父が日本人、母がフランス人。実里という幼稚園児の弟がおり、よく面倒を見ている。たまにフランス語が出てしまうことがあるが、英語は苦手。家では家事もこなしている。
高身長でスタイルも良く、真夏に次ぐ巨乳である。カチューシャを愛用しており、水泳の際にも着用している。ペンギンと「和」に関するものが大好きであり強い関心を示す。
マイペースな性格で、わざと波風立つようなことをしては反応を見て楽しむトラブルメーカー的存在。衛太郎の真夏への気持ちに気付いており、真夏と衛太郎を弄って遊んでいる。

### 真夏の同級生
詩帆（しほ）
ロングヘアーで元気いっぱいな女の子。中学ではバスケットボール部に所属。クレーンゲームは店員泣かせの実力。料理は苦手。楓と一緒に真夏を弄って遊んでいる。
楓（かえで）
ポニーテールで大人しめな女の子。男子に免疫がなく、変な空気になることがある。元バレーボール部で腕っ節は強い。笑いのツボが人と変わっていて、笑いが止まらなくなることもある。胸には自信がないが、美脚の持ち主で友人たちから冷やかされることも。

### 衛太郎の同級生
中島（なかじま）
衛太郎の友人。女子にモテる衛太郎に一泡吹かせようと竹下と組んで悪巧みを企てるがことごとく自滅する、典型的なおバカ男子。
竹下（たけした）
衛太郎の友人。中島とつるんでバカをやるが、中島より若干常識人。
里中（さとなか）
衛太郎の友人。バレンタインデーにチョコレートを貰ったがために、中島と竹下の餌食となった。
星川 吉乃（ほしかわ よしの）
いろいろなアルバイトに日々を費やす女の子。ゲームセンターでは詩帆に涙目にさせられた。小町とは中学からの友人。
月島 小町（つきしま こまち）
衛太郎のことが気になっており日鞠とはライバル関係になるが、似た者同士お互いに共感し仲良くなる。男同士の絡みに少なからぬ興味を示している。
委員長
眼鏡を掛け前髪を切り揃えた女子。日鞠の衛太郎への好意を知っており、応援している。

### その他の登場人物
すあま
篠村家で飼われている2歳のメス猫。姉弟にとてもよく懐いている。探し物を持ってきたり、真夏の誕生日のサプライズ作戦に加担するなど、猫らしからぬ能力を発揮する。
瀬良 実里（せら みのり）
里緒菜の弟。幼稚園に通っている。人見知りだが衛太郎には懐いている。女の子のような容姿をしており、女の子用の服や水着を着ることもある。
猪子 葉月（いのこ はづき）
近所に住む小学4年生の女の子。衛太郎のことを気に入っており、子供らしからぬ言動で衛太郎を戸惑わせる。
日鞠の母
日鞠が通う高校の卒業生で、パソコン部に所属していた。衛太郎とは日鞠に内緒でメール交換をしていた。日鞠の衛太郎への恋心を知っており、応援している。
お隣さん
篠村家の隣に住むお姉さん。たまに登場し、篠村姉弟のやりとりを生暖かい目で見守っている。アルコール好きで、その他詳細は謎に包まれている。

## 単行本
| タイトル・巻数 | タイトル・巻数 | 初版発行日付（発売日）         | ISBN                   | 収録話                                |
| -------------- | -------------- | ------------------------------ | ---------------------- | ------------------------------------- |
| 1              | ヘタレ姉。     | 2012年2月13日（2012年2月7日）  | ISBN 978-4-86176-881-1 | 第1話 - 第10話 ／ Web版 第1話 - 第2話 |
| 2              | ヘタレ姉。2    | 2012年9月3日（2012年8月30日）  | ISBN 978-4-86176-894-1 | 第11話 - 第21話                       |
| 3              | ヘタレ姉。3    | 2013年5月19日（2013年5月11日） | ISBN 978-4-86176-901-6 | 第22話 - 第34話                       |
| 4              | ヘタレ姉。4    | 2014年3月7日（2014年2月28日）  | ISBN 978-4-86176-905-4 | 第35話 - 第47話                       |
| 5              | ヘタレ姉。5    | 2015年2月7日（2015年1月30日）  | ISBN 978-4-86176-905-4 | 第48話 - 第57話                       |
| 6              | ヘタレ姉。6    | 2016年2月18日（2016年2月8日）  | ISBN 978-4-86176-905-4 | 第58話 - 第68話                       |
| 7              | ヘタレ姉。7    | 2017年2月18日（2017年2月6日）  | ISBN 978-4-86176-905-4 | 第69話 - 第79話                       |
| 8              | ヘタレ姉。8    | 2018年3月9日（2018年2月28日）  | ISBN 978-4-86176-905-4 | 第80話 - 第90話                       |

## ボイスコミック
著作権者の許可の下、2016年より2017年にかけてボイスコミックがYouTubeチャンネル「ヘタレ姉ボイスコミック」にて制作され配信された。
キャスト
- 篠村真夏 - 姫野つばさ
- 篠村衛太郎 - 松田秀崇
- 出原日鞠 - 廣田悠美
- 瀬良里緒菜 - 麦穂あんな